# يوتا إيتشيجو
يوتا إيتشيجو (باليابانية: 越後 雄太) (27 أبريل 1993 في إيشينوماكي في اليابان – )؛ هو لاعب كرة قدم سابق كان يلعب كلاعب وسط.

## وصلات خارجية
- يوتا إيتشيجو على موقع قاعدة بيانات كرة القدم.إي يو (الإنجليزية)
- يوتا إيتشيجو على موقع Soccerway.com (الإنجليزية)
- يوتا إيتشيجو على موقع عالم كرة القدم.نت (الإنجليزية)